# 1404
1404. је била проста година.

## Догађаји
- Википедија:Непознат датум — Саграђен је Манастир Војловица
- Википедија:Непознат датум — Рат Босне и Дубровника 1403 —1404.

## Рођења
- 14. фебруар — Леонбатиста Алберти, италијански сликар. († 1472)